# Thủy cung Gdynia

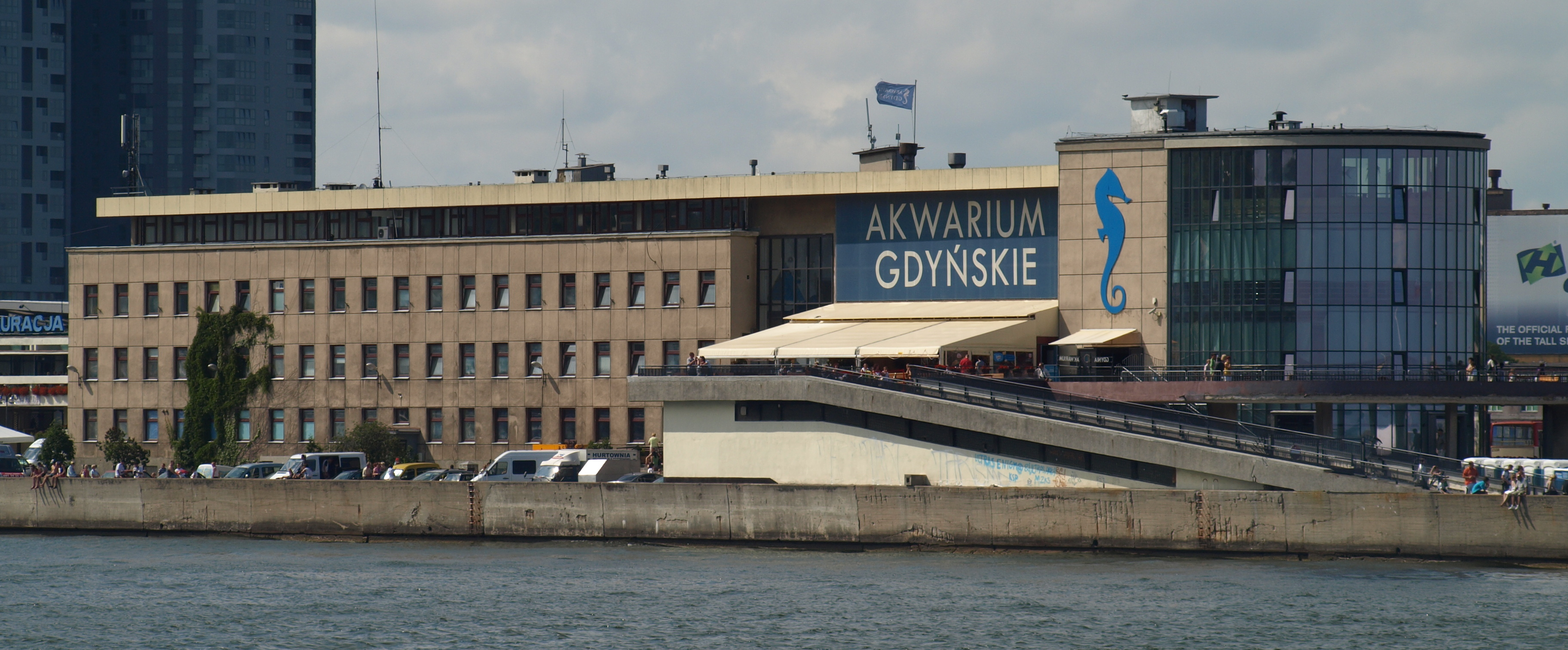
Xây dựng bảo tàng

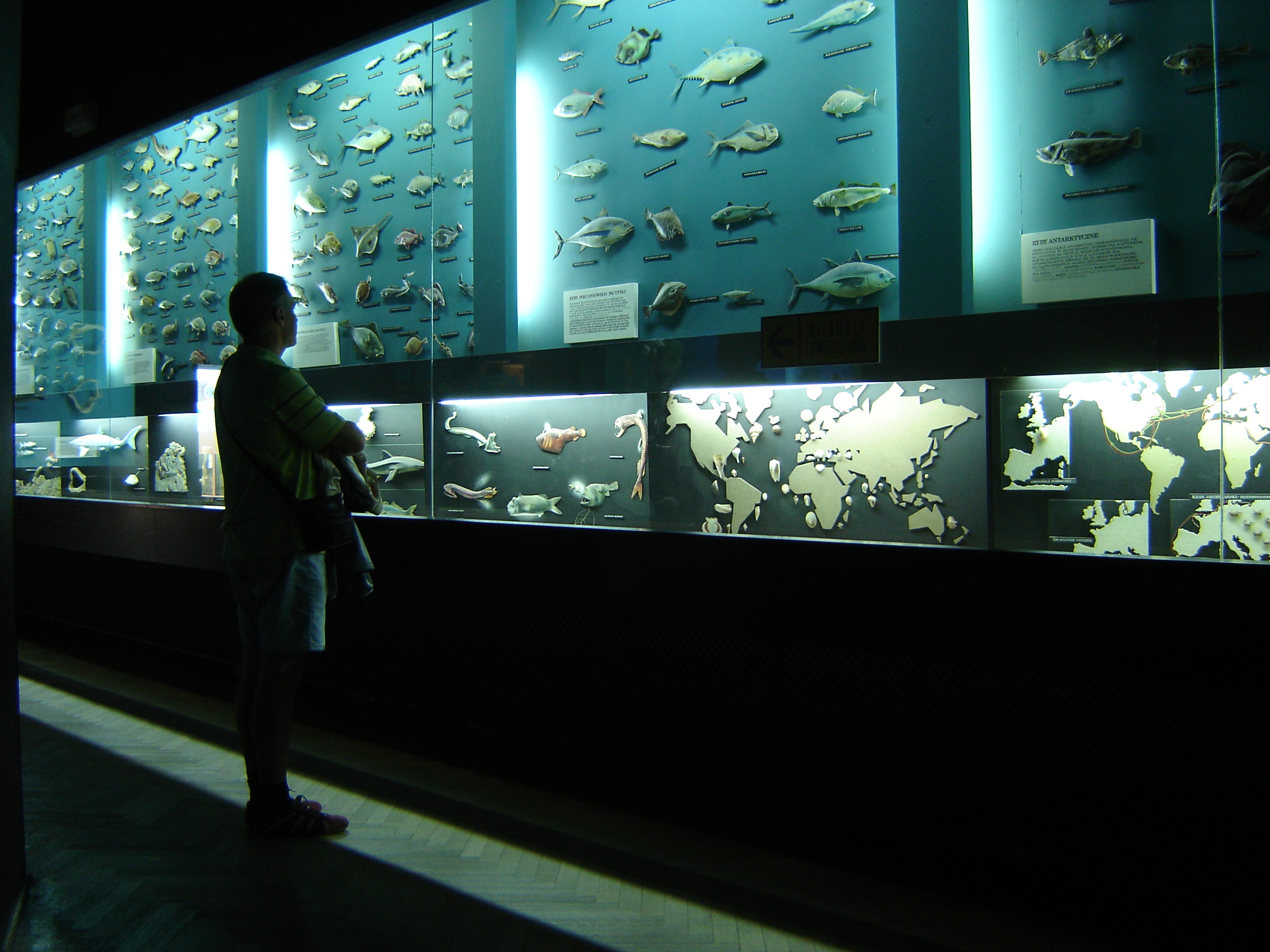
Một phần của triển lãm bảo tàng

Thủy cung Gdynia (tiếng Ba Lan: Akwarium Gdyńskie) là một bảo tàng cá cảnh và hải dương công cộng được quản lý bởi Viện nghiên cứu thủy sản quốc gia ở Gdynia, Ba Lan. Trước đây được gọi là Bảo tàng Hải dương học và Thủy cung Biển của Viện Thủy sản Biển ở Gdynia (1971-2003), thủy cung là một vườn bách thú và nằm dọc theo Aleja John Paul II trên Bến tàu phía Nam.
Bảo tàng bắt đầu hoạt động từ ngày 21 tháng 6 năm 1971, mặc dù các nỗ lực đã được thực hiện để thành lập nó trong những năm 1920 và 1930.
Triển lãm được trình bày trong bảo tàng là về hải dương học và thủy sinh học, trong khi hồ thủy cung chứa cả động vật và thực vật nước biển và nước ngọt.
Các hoạt động giáo dục đã được phát triển trong quá trình hiện đại hóa triển lãm. Năm 2005, một Hội trường Điện ảnh đã được khánh thành, cũng như các phòng được trang bị kính hiển vi và thiết bị máy tính để tiến hành các hoạt động trong phòng thí nghiệm. Vào năm 2007, một phòng ướt đã được mở ra - một nơi mà người ta có thể đặt tay vào bể cá mở và chạm vào cá. Khu Giáo dục Hàng hải được mở rộng với Phòng Mầm non chứa đầy đồ chơi hàng hải mềm, thường được các em học sinh nhỏ tuổi ghé thăm.

## Động vật hồ thủy sinh
Tổng cộng có 215 loài từ 61 họ, bao gồm:
- 142 loài cá,
- 3 loài lưỡng cư,
- 12 loài bò sát,
- 58 loài động vật không xương sống;

Số họ đại diện trong mỗi nhóm:
- cá - 48,
- bò sát - 3,
- lưỡng cư - 1,
- động vật không xương sống - 9.